# Nitruro di iodio
Il nitruro di iodio, chiamato tradizionalmente triioduro d'ammonio o triioduro d'azoto è un potente esplosivo prodotto dalla reazione dello iodio I2 con l'ammoniaca NH3.

## Proprietà
È estremamente sensibile agli urti, infatti, anche usando solo alcuni cristalli, quindi un numero molto basso, se viene toccato con una piuma esplode violentemente emettendo un rumore simile a quello della polvere da sparo e anche una nube viola di vapori di iodio. Se asciutto, può esplodere per la sola esposizione ai raggi solari anche se accumulato in piccole quantità. Addirittura, se viene ammucchiato in quantità abbastanza grande, esplode sotto il suo stesso peso.
La reazione è qui schematizzata:
2NI3 → N2 ↑ + 3I2 ↑ ΔH = –290 kJ/mol
Il triioduro d'azoto puro è un composto di colore scuro, sintetizzato per la prima volta da Bernard Courtois nel 1812 che ne caratterizzò la composizione e le proprietà del suo addotto con l'ammoniaca, NI3·NH3. La tecnica di sintesi usata dal 1990 per creare NI3 puro in maniera sicura era far reagire il nitruro di boro con il monofluoruro di iodio in triiodofluorometano alla temperatura di -30 °C.
Piccole quantità si producono tuttora nei laboratori di chimica a scuola per dimostrare l'instabilità di alcuni composti.

## Usi
Il triioduro d'azoto non è mai stato utilizzato per scopi militari o come esplosivo come detonatori data la sua altissima instabilità. Il triioduro d'azoto quando è umido è meno sensibile, ma in ogni modo per maneggiarlo è consigliata la massima cautela. L'acqua lava soltanto con difficoltà le macchie del composto sui vestiti. A tale fine è più efficace una soluzione di alcol etilico.

## Sintesi
La produzione di questo esplosivo è molto pericolosa e illegale in Italia, non per l'uso dei reagenti, ma per l'altissima sensibilità che il prodotto ha quando è asciutto.

Si può semplicemente ottenere aggiungendo dello iodio polverizzato ad una soluzione acquosa di ammoniaca (5-30%) in eccesso rispetto ad esso; la reazione dura da qualche minuto a qualche ora in base alle quantità dei reagenti e alla concentrazione della soluzione, ed è caratterizzata dalla produzione di bolle di idrogeno. La reazione è la seguente:
{\displaystyle {\ce {3I2 + 2 NH3 -> 2 NI3 + 3 H2 ^}}}
Quando la produzione termina il nitruro di iodio sarà depositato sul fondo del contenitore. A questo punto il composto ricavato non è instabile come se fosse "secco", sia perché è umido, sia perché è presente dell'ammoniaca in eccesso che lo stabilizza formando un complesso. A prova di questo, se lo si filtra, lo si trasferisce in acqua pura e lo si percuote, si possono osservare micro-esplosioni (pur sempre pericolose). 
{\displaystyle {\ce {2 NI3 (s)->3 I2 (g) + N2 (g)}}}
Il nitruro di iodio può dunque essere maneggiato ai limiti della sicurezza solo in soluzione acquosa di ammoniaca minimo al 5%, sempre con molta cautela. Per farlo detonare va seccato all'aria già nel luogo prestabilito, dal momento che una volta asciutto basta sfiorarlo con una piuma perché esploda. È sconsigliata la sintesi di quantità superiori ad un paio di grammi perché il composto può esplodere sotto il suo stesso peso. Per tutte queste ragioni è impensabile una sintesi a scopi diversi da quelli didattici o ricreativi.